# Obchvat Košic
Obchvat Košic (resp. vnitřní obchvat Košic) je silnice I. třídy tvořena I/16 a I/20. Budována byla od roku 1987, když začala výstavba mimoúrovňové křižovatky Hlinkova (Tři brody). Obchvat byl zcela dokončen v roce 2008, když byla otevřena mimoúrovňová křižovatka Prešovská - Sečovská.

## Vedení silnice
Obchvat začíná na MÚK Budimír (nejprve jako I/20), kde se odpojuje z dálnice D1. Pokračuje jihozápadním směrem až po křižovatku Sídlisko Ťahanovce a následně další mimoúrovňovou křižovatku Tři brody (zde se odděluje silnice II/547). Pak se silnice stáčí na jih a pokračuje 2 kilometry až po MÚK Prešovská - Sečovská (křižovatka s cestami I/16 a I/19). Dále silnice pokračuje podél řeky Hornád až po sídliště Nad jezerem (křižovatka s cestou II/552), kde se silnice stáčí na západ a pokračuje 1 km ke křižovatce s Jižní třídou (zde se na jih odpojuje silnice I/17), obchvat dále vede po silnici I/16 3 kilometry až po MÚK Červený rak, kde se znovu stáčí na jih. Obchvat vychází z prostoru města a pokračuje městskými částmi Pereš (zde se křižuje s cestou II/548) a Poľov a končí u křižovatce Šaca - vstupní areál US Steel.